# 크루세로 델 노르테
크루세로 델 노르테(Crucero del Norte)는 아르헨티나의 미시오네스 주에 있는 가루파를 연고로 하는 축구 클럽이다. 이 팀은 2003년 6월 28일에 창단되었으며, 현재 토르네오 페데랄 A에 참가하고 있다.

## 선수 명단

### 역대
- 빅토르 아키노(2013 ~ 2014)